# 1900年パリオリンピックのハンガリー選手団
1900年パリオリンピックのハンガリー選手団（1900ねんパリオリンピックのハンガリーせんしゅだん）は、1900年5月14日から10月28日にかけてフランスの首都パリで開催された1900年パリオリンピックのハンガリー選手団、およびその競技結果。

## 概要
今大会は金メダル1個、銀メダル2個、銅メダル2個の合計5個のメダルを獲得した。

## メダル
| メダル | 選手名             | 競技 | 種目            |
| ------ | ------------------ | ---- | --------------- |
| 金     | バウエル・ルドルフ | 陸上 | 男子円盤投げ    |
| 銀     | ゾルタン・ハルマイ | 競泳 | 男子200m自由形  |
| 銀     | ゾルタン・ハルマイ | 競泳 | 男子4000m自由形 |
| 銅     | ゾルタン・ハルマイ | 競泳 | 男子1000m自由形 |
| 銅     | ラヨシュ・ゲンツィ | 陸上 | 男子走高跳      |